# Calcio Delta Porto Tolle 2012-2013
Questa voce raccoglie le informazioni riguardanti l'U.S.D. Calcio Delta Porto Tolle nelle competizioni ufficiali della stagione 2012-2013.

## Risultati

### Serie D

#### Poule scudetto
| Arbitro: | Rossi (Novara) |

|  |           |               |
|  | Marcatori | 60’ Bonometti |

| Arbitro: | Bichisecchi (Livorno) |

|                               |           |                                |
| Đorđević 23’ Zanardo 41’, 80’ | Marcatori | 25’, 38’ Dalla Costa 48’ Baldi |

| Arbitro: | Proietti (Terni) |

|             |           |  |
| Zanardo 83’ | Marcatori |  |

| Arbitro: | Luciano (Lamezia Terme) |

|                               |           |             |
| Masini 7’ Del Bino 31’ (aut.) | Marcatori | 55’ Garbini |